# Biblioteca Virtual Miguel de Cervantes

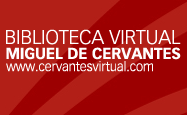
Biblioteca Virtual Miguel de Cervantes (www.cervantesvirtual.com)

Die Biblioteca Virtual Miguel de Cervantes (BVMC; „Virtuelle Bibliothek Miguel de Cervantes“) ist eine nach dem spanischen Dichter Miguel de Cervantes benannt virtuelle Bibliothek. Es ist ein großes digitales Bibliotheksprojekt, das von der Universität Alicante in Alicante, Spanien, gehostet und verwaltet wird. Sie geht auf eine Initiative der Universität Alicante mit Unterstützung der Banco Santander Central Hispano und der Fundación Marcelino Botín zurück. Die Bibliothek enthält eine umfangreiche Sammlung digitalisierter Texte von auf Spanisch verfassten literarischen und wissenschaftlichen Werken, auch aus der lateinamerikanischen Welt. Inzwischen werden viele tausend Bücher und Zeitschriften vom 16. bis zum 20. Jahrhundert in digitaler Form präsentiert.